# Кубок світу з тріатлону 2018
Кубок світу з тріатлону в 2018 році складався з 16 окремих турнірів. Їх організатором була Міжнародна федерація тріатлону.

## Календар
| Дата          | Місто        | Країна         | Дистанція   | Примітки |
| ------------- | ------------ | -------------- | ----------- | -------- |
| 10-11 лютого  | Кейптаун     | ПАР            | спринт      | [ 1 ]    |
| 10-11 березня | Мулулаба     | Австралія      | спринт      | [ 2 ]    |
| 24-25 березня | Нью-Плімут   | Нова Зеландія  | спринт      | [ 3 ]    |
| 5-6 травня    | Ченду        | КНР            | суперспринт | [ 4 ]    |
| 19-20 травня  | Астана       | Казахстан      | олімпійська | [ 5 ]    |
| 2-3 червня    | Кальярі      | Італія         | спринт      | [ 6 ]    |
| 9-10 червня   | Уатулько     | Мексика        | спринт      | [ 7 ]    |
| 16-17 червня  | Антверпен    | Бельгія        | спринт      | [ 8 ]    |
| 7-8 липня     | Тисауйварош  | Угорщина       | спринт      | [ 9 ]    |
| 18-19 серпня  | Лозанна      | Швейцарія      | олімпійська | [ 10 ]   |
| 1-2 вересня   | Карлові Вари | Чехія          | олімпійська | [ 11 ]   |
| 22-23 вересня | Вейхай       | КНР            | олімпійська | [ 12 ]   |
| 13-14 жовтня  | Сарасота     | США            | олімпійська | [ 13 ]   |
| 20-21 жовтня  | Салінас      | Еквадор        | спринт      | [ 14 ]   |
| 27-28 Жовтня  | Тхонйон      | Південна Корея | спринт      | [ 15 ]   |
| 30 листопада  | Міядзакі     | Японія         | олімпійська | [ 16 ]   |

## Результати

### Кейптаун
| Місце | Чоловіки      | Чоловіки  | Чоловіки | Жінки           | Жінки           | Жінки |
| Місце | Тріатлоніст   | Країна    | Час      | Тріатлоністка   | Країна          | Час   |
| ----- | ------------- | --------- | -------- | --------------- | --------------- | ----- |
| 1     | Річард Мюррей | ПАР       | 52:15    | Вікі Голланд    | Велика Британія | 58:18 |
| 2     | Генрі Шуман   | ПАР       | 52:39    | Нон Стенфорд    | Велика Британія | 58:52 |
| 3     | Лукас Пертл   | Австралія | 52:49    | Жанетт Брагмаєр | Угорщина        | 59:07 |

### Мулулаба
| Місце | Чоловіки        | Чоловіки  | Чоловіки | Жінки          | Жінки     | Жінки   |
| Місце | Тріатлоніст     | Країна    | Час      | Тріатлоністка  | Країна    | Час     |
| ----- | --------------- | --------- | -------- | -------------- | --------- | ------- |
| 1     | Річард Мюррей   | ПАР       | 53:09    | Емма Джеффкоут | Австралія | 0:59:35 |
| 2     | Меттью Гізер    | Австралія | 53:13    | Кірстен Каспер | США       | 0:59:51 |
| 3     | Меттью Макілрой | США       | 53:17    | Анжеліка Ольмо | Італія    | 1:00:00 |

### Нью-Плімут
| Місце | Чоловіки        | Чоловіки      | Чоловіки | Жінки               | Жінки         | Жінки   |
| Місце | Тріатлоніст     | Країна        | Час      | Тріатлоністка       | Країна        | Час     |
| ----- | --------------- | ------------- | -------- | ------------------- | ------------- | ------- |
| 1     | Деклан Вільсон  | Австралія     | 58:20    | Кірстен Каспер      | США           | 1:03:20 |
| 2     | Сем Ворд        | Нова Зеландія | 58:22    | Ніколь ван дер Каай | Нова Зеландія | 1:03:28 |
| 3     | Меттью Макілрой | США           | 58:24    | Клер Мішель         | Бельгія       | 1:03:37 |

### Ченду
| Місце | Чоловіки         | Чоловіки    | Чоловіки | Жінки          | Жінки     | Жінки |
| Місце | Прізвище         | Країна      | Час      | Прізвище       | Країна    | Час   |
| ----- | ---------------- | ----------- | -------- | -------------- | --------- | ----- |
| 1     | Ростислав Пєвцов | Азербайджан | 28:18    | Емма Джеффкоут | Австралія | 31:20 |
| 2     | Фелікс Дюшамп    | Франція     | 28:20    | Тамара Горма   | США       | 31:27 |
| 3     | Родріго Гонсалес | Мексика     | 28:20    | Фука Сега      | Японія    | 31:34 |

### Астана
| Місце | Чоловіки           | Чоловіки  | Чоловіки | Жінки          | Жінки   | Жінки   |
| Місце | Тріатлоніст        | Країна    | Час      | Тріатлоністка  | Країна  | Час     |
| ----- | ------------------ | --------- | -------- | -------------- | ------- | ------- |
| 1     | Дмитро Полянський  | Росія     | 1:36:50  | Сандра Доде    | Франція | 1:57:17 |
| 2     | Марсель Воллінгтон | Австралія | 1:37:06  | Емілі Моріє    | Франція | 1:57:51 |
| 3     | Орельєн Рафаель    | Франція   | 1:37:24  | Анжеліка Ольмо | Італія  | 1:31:55 |

### Кальярі
| Місце | Чоловіки         | Чоловіки      | Чоловіки | Жінки         | Жінки           | Жінки   |
| Місце | Тріатлоніст      | Країна        | Час      | Тріатлоністка | Країна          | Час     |
| ----- | ---------------- | ------------- | -------- | ------------- | --------------- | ------- |
| 1     | Делейн Статефф   | Італія        | 54:45    | Ліза Пертерер | Австрія         | 1:00:13 |
| 2     | Гайден Вайльд    | Нова Зеландія | 54:49    | Тейлор Спайві | США             | 1:00:13 |
| 3     | Давіде Уччелларі | Італія        | 54:54    | Індія Лі      | Велика Британія | 1:00:14 |

### Уатулько
| Місце | Чоловіки         | Чоловіки | Чоловіки | Жінки         | Жінки         | Жінки   |
| Місце | Тріатлоніст      | Країна   | Час      | Тріатлоністка | Країна        | Час     |
| ----- | ---------------- | -------- | -------- | ------------- | ------------- | ------- |
| 1     | Родріго Гонсалес | Мексика  | 055:32   | Челсі Содаро  | США           | 1:10:14 |
| 2     | Маноель Мессіас  | Бразилія | 0:55:45  | Дебора Лінч   | Нова Зеландія | 1:10:39 |
| 3     | Діого Склебін    | Бразилія | 55:51    | Беатріс Нерес | Бразилія      | 1:10:41 |

### Антверпен
| Місце | Чоловіки         | Чоловіки      | Чоловіки | Жінки              | Жінки           | Жінки   |
| Місце | Тріатлоніст      | Країна        | Час      | Тріатлоністка      | Країна          | Час     |
| ----- | ---------------- | ------------- | -------- | ------------------ | --------------- | ------- |
| 1     | Єлле Генс        | Бельгія       | 58:15    | Саммер Раппапорт   | США             | 1:02:52 |
| 2     | Тейлер Рід       | Нова Зеландія | 58:15    | Бет Поттер         | Велика Британія | 1:03:11 |
| 3     | Тайлер Міславчук | Канада        | 58:17    | Верена Штайнгаузер | Італія          | 1:03:13 |

### Тисауйварош
Чоловічі змагання були скасоване через несприятливі погодні умови  .
| Місце | Жінки         | Жінки           | Жінки |
| Місце | Тріатлоністка | Країна          | Час   |
| ----- | ------------- | --------------- | ----- |
| 1     | Софі Колдвелл | Велика Британія | 59:02 |
| 2     | Мелані Сантос | Португалія      | 59:18 |
| 3     | Челсі Барнс   | США             | 59:28 |

### Лозанна
| Місце | Чоловіки              | Чоловіки        | Чоловіки | Жінки              | Жінки     | Жінки   |
| Місце | Тріатлоніст           | Країна          | Час      | Тріатлоністка      | Країна    | Час     |
| ----- | --------------------- | --------------- | -------- | ------------------ | --------- | ------- |
| 1     | Густав Іден           | Норвегія        | 1:49:48  | Нікола Шпіріг      | Швейцарія | 2:05:11 |
| 2     | Джонатан Браунлі      | Велика Британія | 1:50:19  | Тейлор Кнібб       | США       | 2:06:02 |
| 3     | Крістіан Блюмменфельт | Норвегія        | 1:50:24  | Верена Штайнхаузер | Італія    | 2:06:25 |

### Карлові Вари
| Місце | Чоловіки          | Чоловіки | Чоловіки | Жінки             | Жінки   | Жінки   |
| Місце | Тріатлоніст       | Країна   | Час      | Тріатлоністка     | Країна  | Час     |
| ----- | ----------------- | -------- | -------- | ----------------- | ------- | ------- |
| 1     | Дмитро Полянський | Росія    | 1:52:22  | Вендула Фрінтова  | Чехія   | 2:08:22 |
| 2     | Расселл Вайт      | Ірландія | 1:52:36  | Кайді Ківіоджа    | Естонія | 2:08:23 |
| 3     | Алессандро Фабіан | Італія   | 1:52:44  | Анамарія Маццетті | Італія  | 2:8:27  |

### Вейхай
| Місце | Чоловіки              | Чоловіки        | Чоловіки | Жінки                  | Жінки   | Жінки   |
| Місце | Тріатлоніст           | Країна          | Час      | Тріатлоністка          | Країна  | Час     |
| ----- | --------------------- | --------------- | -------- | ---------------------- | ------- | ------- |
| 1     | Густав Іден           | Норвегія        | 1:53:11  | Тейлор Спайві          | США     | 2:08:02 |
| 2     | Антоніо Серрат Сеоане | Іспанія         | 1:53:26  | Аннамарія Маццетті     | Італія  | 2:08:13 |
| [     | Алекс Ї               | Велика Британія | 1:53:30  | Міріам Касільяс Гарсія | Іспанія | 2:09:07 |

### Сарасота
| Місце | Чоловіки          | Чоловіки   | Чоловіки | Жінки            | Жінки  | Жінки |
| Місце | Тріатлоніст       | Країна     | Час      | Тріатлоністка    | Країна | Час   |
| ----- | ----------------- | ---------- | -------- | ---------------- | ------ | ----- |
| 1     | Венсан Луї        | Франція    | 48:18    | Рене Томлін      | США    | 54:34 |
| 2     | Єлле Генс         | Бельгія    | 48:25    | Кірстен Каспер   | США    | 54:35 |
| 3     | Жуан Жозе Перейра | Португалія | 48:25    | Вендула Фрінтова | Чехія  | 54:35 |

### Салінас
| Місце | Чоловіки             | Чоловіки   | Чоловіки | Жінки                | Жінки    | Жінки |
| Місце | Тріатлоніст          | Країна     | Час      | Тріатлоністка        | Країна   | Час   |
| ----- | -------------------- | ---------- | -------- | -------------------- | -------- | ----- |
| 1     | Девід Кастро Фахардо | Іспанія    | 52:21    | Юлія Єлістратова     | Україна  | 58:19 |
| 2     | Маноель Мессіас      | Бразилія   | 52:23    | Луїза Баптиста       | Бразилія | 58:22 |
| 3     | Жуан Жозе Перейра    | Португалія | 52:24    | Барбара Ріверос Діас | Чилі     | 58:37 |

### Тхонйон
| Місце | Чоловіки      | Чоловіки  | Чоловіки | Жінки         | Жінки   | Жінки   |
| Місце | Тріатлоніст   | Країна    | Час      | Тріатлоністка | Країна  | Час     |
| ----- | ------------- | --------- | -------- | ------------- | ------- | ------- |
| 1     | Макс Штудер   | Швейцарія | 53:56    | Ай Уеда       | Японія  | 59:39   |
| 2     | Фелікс Дюшамп | Франція   | 53:57    | Сандра Доде   | Франція | 59:49   |
| 3     | Елі Геммінг   | США       | 54:01    | Рене Томлін   | США     | 1:00:01 |

### Міядзакі
| Місце | Чоловіки                 | Чоловіки | Чоловіки | Жінки            | Жінки   | Жінки   |
| Місце | Тріатлоніст              | Країна   | Час      | Прізвище         | Країна  | Час     |
| ----- | ------------------------ | -------- | -------- | ---------------- | ------- | ------- |
| 1     | Вісенте Ернандес Кабрера | Іспанія  | 1:49:11  | Саммер Раппапорт | США     | 2:01:01 |
| 2     | Елі Геммінг              | США      | 1:49:30  | Челсі Барнс      | США     | 2:01:11 |
| 3     | Делейн Статефф           | Італія   | 1:54:48  | Міріам Касільяс  | Іспанія | 2:01:54 |